# Procolo Pianetti
Procolo Pianetti (Bergamo, 8 settembre 1890 – 1972) è stato un calciatore italiano, di ruolo difensore.

## Caratteristiche tecniche
Era un difensore dotato di fisico possente.

## Carriera
Passa dalla ginnastica al calcio appena la società Atalanta apre una sezione calcistica, debuttando in prima squadra nel 1914.
Tutta la sua carriera si svolge con i colori neroazzurri, vestiti per cinque stagioni (sovente a fianco del fratello Luigi Pianetti), intervallate dalla prima guerra mondiale. Nella stagione 1919-1920 disputa due partite, mentre nella stagione 1921-1922 scende in campo in 6 occasioni, senza mai segnare
Al termine dell'attività agonistica ricopre incarichi di rilievo all'interno della stessa società bergamasca, diventandone Commissario supplente durante una crisi societaria.